# Chick Corea
Chick Corea   (Chelsea, 12 de juny de 1941 - Àrea de la badia de Tampa, 9 de febrer de 2021) va ser un pianista de jazz i jazz-rock conegut pels seus treballs durant els anys 1970. Formà part del grup de talents descoberts per Miles Davis durant el seu període Bitches Brew. Va ser igualment un excel·lent pianista clàssic (tot i que té molt pocs enregistraments d'aquest gènere). Ha estat guardonat amb més de deu premis Grammy (i nominat més d'una trentena de vegades, a part dels premis).
| «             | Els meus interessos canvien i varien amb el pas dels anys, amb diferents èmfasis cada cop. Com més toco en diferents situacions, més possibilitats descobreixo del que puc fer. En lloc de pensar en termes de desenvolupar de la meva música, prefereixo centrar-me en una cosa uns minuts, i després deixar-la anar. | » |
| — Chick Corea | |   |

## Estil
Chick Corea té un estil molt particular, rítmic al mateix temps que melòdic (fins i tot té un premi de conservatori). La seva interpretació és plena d'un lirisme acolorit amb una predominança d'acords i una gran utilització de gammes cromàtiques i disminuïdes.
És un gran improvisador i un grandíssim acompanyador. Interpreta essencialment temes de la seva composició i no li agrada refer allò que ja ha estat fet abans. És doncs, un artista extremament prolífic (ha tret més de cents discs en trenta anys, nou dels quals durant el mateix any 1978). Els artistes que més l'han influenciat són Mozart, Beethoven, però també Art Tatum, Thelonious Monk, Bill Evans i sobretot Bud Powell.

## Carrera: detalls històrics

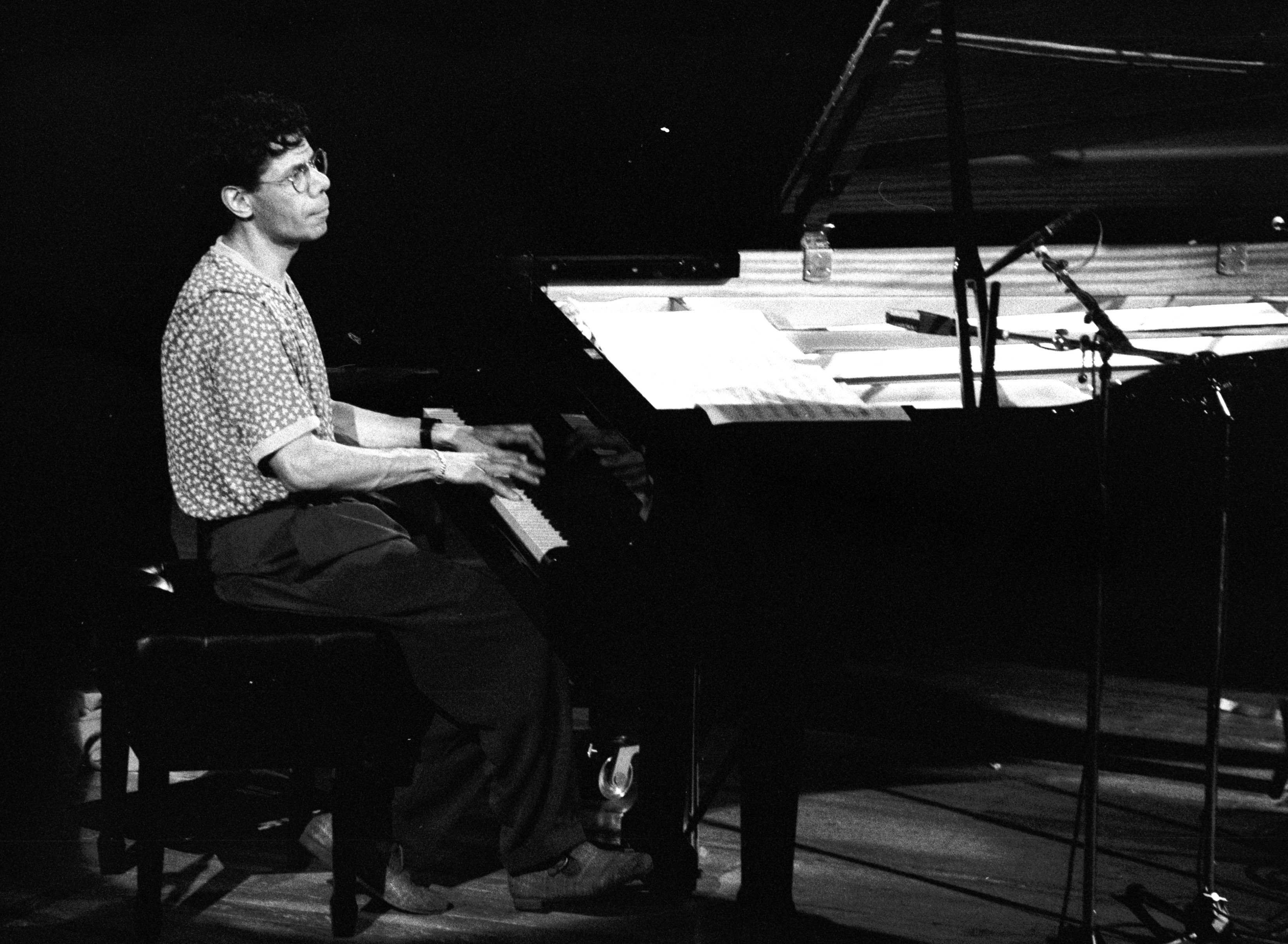
Chick Corea en concert a França (1992)

Va començar la seva carrera durant els anys 1960 amb gegants de l'escena latino com Mongo Santamaria, Willie Bobo (entre 1962 i 1963) o Cal Tjader. Va col·laborar a les formacions de jazzistes cèlebres com el trompetista Blue Mitchell (1964-1966), Herbie Mann i Stan Getz (1967). El seu primer disc com a líder del conjunt apareix l'any 1967 (Tones for Joan's Bones). Va integrar-se al grup de Miles Davis l'any 1968 (en el lloc de Herbie Hancock), i hi va romandre entre 1968 i 1970. Va ser llavors que, a instàncies de Davis, va començar a tocar amb piano elèctric (en concret el Fender Rhodes), que es convertí en una veritable passió seua.
Va fundar tot seguit el grup d'avantguarda Circle (amb Dave Holland al baix, Anthony Braxton al saxòfon i Barry Altschul a la bateria). És l'any 1971 quan crea Return to Forever (amb el baixista Stanley Clarke), grup que coneix dues èpoques: un jazz més aviat «latin» al principi, i un veritable jazz fusion més endavant. És en aquest període quan exhibeix el domini dels instruments electrònics. Els grans temes característics de cada època són Spain i The romantic warrior.
El 1975, Chick Corea va començar a treballar amb Gary Burton, amb el qual va enregistrar duets. La carrera de Corea va continuar, sol al piano, o en duet amb altres artistes (Herbie Hancock, Bobby Womack, Gary Burton), i també en els nous grups que va formar successivament: The Elektric Band, The Akoustic Band, Origin.
Va ser cofundador l'any 1992 del segell Stretch Records (que actualment forma part de Concord Records) amb el productor Ron Moss, fet que li permetia, segons les seves pròpies paraules, disposar d'una gran llibertat artística. Els primers artistes a gravar per aquest segell són entre d'altres Bob Berg, John Patitucci, Eddie Gomez o Robben Ford.
El seu disc Corea concerto va guanyar el Grammy al millor arranjament musical per Spain for Sextet and Orchestra el 2001.

## Artistes que han treballat amb Chick Corea
- Al Di Meola (guitarra)
- Al Jarreau (cant).
- Anthony Jackson (baix)
- Avishai Cohen (baix)
- Bobby McFerrin (cant)
- Bobby Womack (cant)
- Bunny Brunel (baix)
- Carlos Rios (guitarra)
- Dave Holland (baix)
- Dave Weckl (bateria)
- Earl Klugh (guitarra)
- Eddy Gomez (baix).
- Eric Marienthal (saxòfon)
- Flora Purim (cant).
- Frank Gambale (guitarra)
- Gary Burton (vibràfon).
- Gayle Moran Corea (cant)
- Herbie Hancock (piano).
- Hiromi Uehara (piano).
- John Patitucci (baix).
- Larry Coryell (guitarra)
- Lenny White (bateria).
- Michael Brecker (saxòfon)
- Miles Davis (trompeta)
- Miroslav Vitous (baix)
- Paco de Lucia (guitarra)
- Pat Metheny (guitarra)
- Roy Haynes (bateria).
- Scott Henderson (guitarra)
- Stanley Clarke (baix).
- Steve Gadd (bateria).
- Steve Wilson (saxòfon)
- Victor Wooten (baix).
- Vinnie Colaiuta (bateria).
- Kenny Garrett (saxòfon).
- Carles Benavent (baix).
- Tete Montoliu (piano).

## Guardons: 15 Premis als Grammy Awards
| Data | Títol                                                       | Disc                   | Selecció           | Artista/grup                                                    |
| ---- | ----------------------------------------------------------- | ---------------------- | ------------------ | --------------------------------------------------------------- |
| 1975 |                                                             | No mistery             |                    | Return to Forever                                               |
| 1976 | Best Arrangement Of An Instrumental Recording (2 victoires) | The Leprechaun         | Leprechaun's Dream | Chick Corea                                                     |
| 1978 | Best Jazz Instrumental Performance, group                   | Friends                | Friends            | Chick Corea                                                     |
| 1979 | Best Jazz Instrumental Performance, group                   | Duet                   |                    | Chick Corea & Gary Burton                                       |
| 1980 | Best Jazz Instrumental Performance, group In Concert        | Zurich, Oct 28, 1979   |                    | Chick Corea & Gary Burton                                       |
| 1987 |                                                             | Light Years            |                    | Chick Corea Elektric Band                                       |
| 1989 | Best Jazz Instrumental Performance, group                   | Akoustic Band          |                    | Chick Corea Akoustic Band                                       |
| 1997 | Best Jazz Instrumental                                      | Native Sense           | Rhumbata           | Chick Corea & Gary Burton                                       |
| 1998 | Best Jazz Instrumental Performance                          | Like Minds             |                    | Gary Burton,Chick Corea, Pat Metheny, Roy Haynes & Dave Holland |
| 1999 |                                                             | Corea Concerto         |                    | Chick Corea et l'orchestre philharmonique de Londres            |
| 2003 |                                                             | RendezVous in New York |                    | Chick Corea                                                     |
| 2006 | (2 victòries)                                               | The Ultimate Adventure |                    | Chick Corea                                                     |
| 2007 |                                                             | The enchantment        |                    | Chick Corea & Béla Fleck                                        |

## Discografia
| - 1966 - Tones For Joan's Bones (Aka inner Space) - 1967 - Live at the Village Vanguard - 1968 - Now He Sings, Now He Sobs - 1969 - Is - 1970 - The Song of Singing - Piano Improvisations Vol. 1 - 1971 - A.R.C. - Paris-Concert - 1972 - Piano Improvisations Vol. 2 - inner Space - Return To Forever - 1973 - Light As A Feather - Hymn of The Seventh Galaxy - Bliss! - 1974 - Where Have I Known You Before - Earth Juice - Sundance - Round Trip - 1975 - Live in New York - No Mystery - Jungle Waterfall - Circling in - 1976 - Romantic Warrior - The Leprechaun - My Spanish Heart - Walkman Jazz - 1977 - Musicmagic - Live And Unreleased - 1978 - R.T.F. Live - The Mad Hatter - The Mad Hatter Rhapsody - Friends - Circulus - Secret Agent - Central Park - Hot News Blues - Before Forever - 1979 - Delphi I - Waltz For Bill Evans - 1980 - Tap Step - The Best of Return To Forever - 1981 - Three Quartets - Live in Montreux - Chick Corea Herbie Hancock Keith Jarrett Mccoy Tyner - 1982 - Trio Music - Touchstone - La Fiesta - Live at Midem - 1983 - Again And Again (The Joburg Sessions) - Lyric Suite For Sextet - 1984 - The Meeting - Children's Songs - 1985 - Works - Voyage - Septet - Sea Journey | - 1986 - The Chick Corea Elektric Band Elektric Band - Trio Music Live in Europe - 1987 - Light Years Elektric Band - 1988 - Eye of The Beholder Elektric Band - Early Days - 1989 - Chick Corea Akoustic Band - 1990 - Inside Out Elektric Band - 1991 - Alive - Beneath The Mask Elektric Band - Compact Jazz: Chick Corea - The Jazz Collector Edition/Piano Giants: Chick Corea & Mike Longo - 1992 - Early Circle - Live in Tokyo - Spain - 1993 - Hot Licks: Seabreeze - The Best of Chick Corea - Paint The World Elektric Band II - Compact Jazz: Chick Corea The Seventies - 1994 - Jazz Masters 3 - Expressions - 1995 - Time Warp - The Wish - 1996 - Sound of Jazz - Music Forever - The Beginning - Song For Amadeus - Return To The Seventh Galaxy - This Is Jazz, Vol. 12 - 1997 - Remembering Bud Powell - Native Sense - Priceless Jazz Collection - 1998 - Origin - The Gold Collection - Like Minds - A Week at The Blue Note - Chick Corea And Friends - 1999 - Converge - Change - Corea.Concerto - 2000 - Les incontournables - Immortal Concerts - Live From Blue Note Tokyo - in Concert - Piano Standards - Piano Originals - 2001 - Past, Present & Futures - 2002 - Selected Recordings - 2003 - I Ain't Mad at You - Rendezvous in New York - 2004 - To the Stars Elektric Band - 2006 - The Ultimate Adventure - 2007 - The Enchantment - 5trios - 1. Dr. Joe (amb Antonio Sanchez, John Patitucci) - 5trios - 2. From Miles (amb Eddie Gomez, Jack DeJohnette) - 5trios - 3. Chillin' in Chelan (amb Christian Mc Bride, Jeff Ballard) - 5trios - 4. The Boston Three Party (amb Eddie Gomez, Airto Moreira) - 5trios - 5. Brooklyn, Paris to Clearwater (amb Hadrien Feraud, Richie Barshay) - 2008 - The New Crystal Silence (amb Gary Burton) |

### AmbHerbie Hancock
- 1978
  - An Evening With Herbie Hancock And Chick Corea in Concert
- 1979
  - Coreahancock

### AmbGary Burton
- 1973
  - Crystal Silence
- 1979
  - Duet
- 1981
  - Chick Corea And Gary Burton in Concert (Zurich, October 28 1979)
- 1997
  - Native Sense
- 2008
  - The New Crystal Silence

### AmbBobby McFerrin
- 1992
  - Play
- 1996
  - The Mozart Sessions
- 2003
  - Rendez-vous in New York